# São Roque (São Paulo)
São Roque est une ville brésilienne de l'État de São Paulo. Elle comprend une petite station de ski.